# Georgsbrunnen (Ellingen)

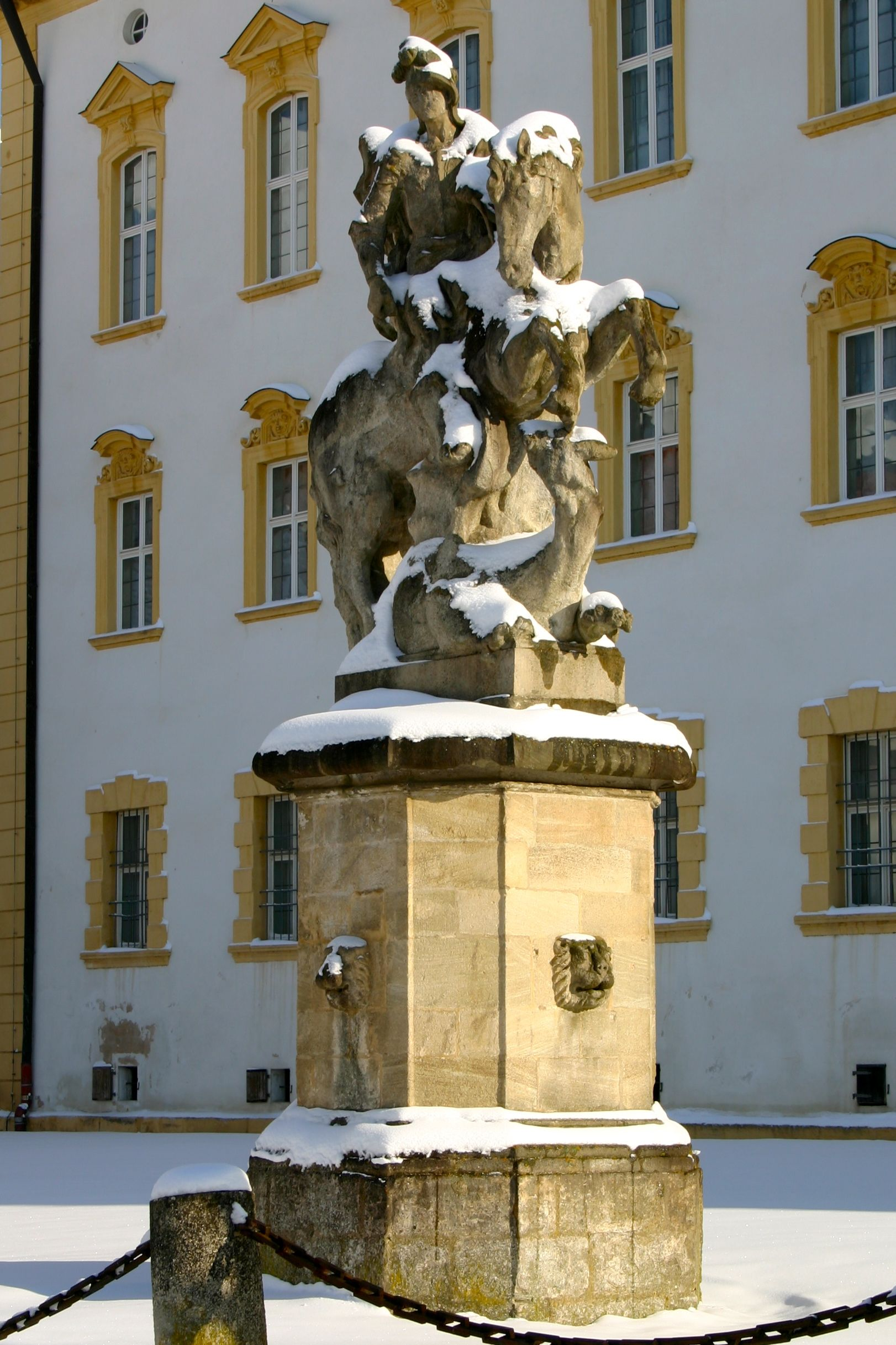
Der Georgsbrunnen mit dem Reiterstandbild des heiligen Georg im Januar 2007, im Hintergrund ist der Westflügel des Schlosses zu sehen.

Der Georgsbrunnen ist ein barocker Brunnen in Ellingen, einer Stadt im mittelfränkischen Landkreis Weißenburg-Gunzenhausen. Er steht direkt vor der Residenz Ellingen, dem ehemaligen Sitz des Landkomturs des Deutschen Ordens in Franken. Der Georgsbrunnen ist unter der Denkmalnummer D-5-77-125-103 als Baudenkmal in die Bayerische Denkmalliste eingetragen.
Der Georgsbrunnen steht außerhalb des eigentlichen Schlossparks an der Schloßstraße auf Höhe der Hausnummer 15, direkt vor dem Westflügel der Residenz Ellingen, und nahe dem ehemaligen Marstall, der Reitschule und des Ökonomiehofs der Schlossanlage auf einer Höhe von etwa 391 m ü. NHN.
Der Brunnen wurde um 1755 von Leonhard Meyer erschaffen. Ursprünglicher Standort war in dem einige Kilometer entfernten Dorf Absberg unweit der dortigen Schlossanlage. Karl Theodor von Wrede ließ ihn 1845 an die heutige Stelle versetzen.
Der Brunnen ist ein Ensemble aus Brunnenbecken, Sockel und einem Reiterstandbild des hl. Georg, dem Schutzpatron der Ritterorden. Reiter und Sockel sind aus Sandstein aus dem nahen Höttingen gefertigt. Der Brunnenbecken ging im Zweiten Weltkrieg verloren.
Im Jahr 2020 wurde die Brunnenanlage saniert. Das Gesicht des Reiters ist jedoch komplett verwittert und konnte nicht wiederhergestellt werden.